# Klinten, Lovisa
För andra betydelser, se Klinten (olika betydelser).
Klinten är en ö i Finland. Den ligger i Finska viken och i kommunen Lovisa i den ekonomiska regionen  Lovisa i landskapet Nyland, i den södra delen av landet. Ön ligger omkring 57 kilometer öster om Helsingfors.
Öns area är 0,3 hektar och dess största längd är 70 meter i sydväst-nordöstlig riktning.